# Narrativa no-lineal
La narració no lineal, la narració desarticulada o la narració interrompuda és una tècnica narrativa on els esdeveniments es representen, per exemple, fora d'ordre cronològic o d'altres maneres en què la narració no segueix el patró de causalitat directa dels esdeveniments presentats, com ara línies argumentals distintives paral·leles, immersions oníriques o narració d'una altra història dins de la trama principal.
La tècnica és comuna a la literatura electrònica, i particularment a la ficció hipertextual, i també està ben establerta a la premsa i altres mitjans seqüencials.

## Literatura

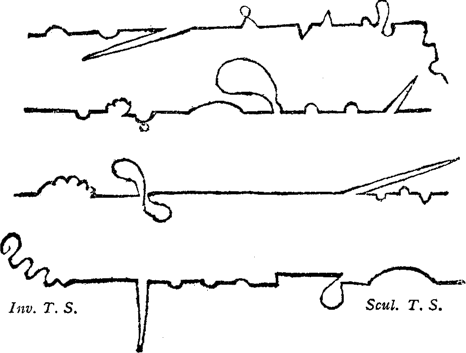
Línies argumentals no lineals, il·lustració de The Life and Opinions of Tristram Shandy, Gentleman (1759–67) de Laurence Sterne

L'inici d'una narració no lineal in medias res (llatí: "al mig de les coses") va començar a l'antiguitat i es va utilitzar com a convenció de la poesia èpica, inclosa la Ilíada d'Homer al segle VIII aC. La tècnica de narrar la major part de la història en flashback també es veu en la poesia èpica, com l' èpica índia el Mahabharata. Diversos contes medievals de les Nits d'Àrabs, com ara " La ciutat de llautó " i "Les tres pomes", també tenien narracions no lineals que empraven tècniques in medias i flashback. El poema anglès medieval Beowulf també utilitza una estructura no lineal, centrada en els esdeveniments al llarg de la vida del personatge titular en lloc de descriure'ls en una narració lineal.
Des de finals del segle XIX i principis del segle xx, els novel·listes modernistes Joseph Conrad, Virginia Woolf, Ford Madox Ford, Marcel Proust i William Faulkner van experimentar amb la cronologia narrativa i abandonant l'ordre lineal.
Exemples de novel·les no lineals són:
- La vida i opinions de Tristram Shandy, Gentleman de Laurence Sterne (1759–67)
- Sartor Resartus de Thomas Carlyle (ca. 1833)
- Ford Madox El bon soldat de Ford (1915)
- El so i la fúria de William Faulkner (1929)
- El mussol cec de Sadeq Hedayat (1937)
- Ulisses de James Joyce (1922) i Finnegans Wake (1939)
- Flann O'Brien (pseudònim de Brian O'Nolan) 's At Swim-Two-Birds (1939)
- Pedro Páramo de Juan Rulfo (1955)
- Dinar nu de William S. Burroughs (1959)
- Joseph Heller 's Catch-22 (1961)
- The Prime of Miss Jean Brodie de Muriel Spark (1961)
- La rayuela de Julio Cortázar (1963)
- La casa feta de l'alba de N. Scott Momaday (1968)
- L'Escorxador-Cinc de Kurt Vonnegut (1969)
- Going After Cacciato de Tim O'Brien (1979)[5]
- Stephen King 's It (1986)
- Diccionari dels Khazars de Milorad Pavić (1988)
- El pacient anglès de Michael Ondaatje (1992)
- Trainspotting d'Irvine Welsh (1993)
- El déu de les coses petites d'Arundhati Roy (1997)
- Anil's Ghost de Michael Ondaatje (2000)
- Cloud Atlas de David Mitchell (2004)
- A Visit from the Goon Squad de Jennifer Egan (2011)
- El circ nocturn d'Erin Morgenstern (2011)
- El paraigua de Will Self (2012)
- Tota la llum que no podem veure d'Anthony Doerr (2014)
- Emily St. John Mandel 's Station Eleven (2014)

Diverses de les novel·les de Michael Moorcock, especialment les de la sèrie Jerry Cornelius, en particular The English Assassin: A Romance of Entropy (1972) i The Condition of Muzak (1977), destaquen per estendre la forma narrativa no lineal per explorar la naturalesa complexa. d'identitat dins d'un univers multiversal.
Scott McCloud argumenta a Understanding Comics que la narració dels còmics no és lineal perquè es basa en les opcions i interaccions del lector.

## Pel·lícula
Definir l'estructura no lineal a la pel·lícula és, de vegades, difícil. Les pel·lícules poden utilitzar flashbacks o flashforwards extensos dins d'una història lineal, mentre que les pel·lícules no lineals sovint contenen seqüències lineals. Citizen Kane (1941) d'Orson Welles —influenciat estructuralment per The Power and the Glory (1933)— i Rashomon d'Akira Kurosawa (1950) utilitzen una narrativa de retrospectiva no cronològica que sovint s'anomena no lineal.

### Cinema mut
L'experimentació amb l'estructura no lineal al cinema es remunta a l'era del cinema mut, incloent Intolerància (1916) de DW Griffith i Napoléon (1927) d'Abel Gance. El cinema no lineal va sorgir de l'avantguarda francesa el 1924 amb Entr'acte de René Clair, pel·lícula dadaïsta i després el 1929 amb Luis Buñuel i Un Chien Andalou de Salvador Dalí (anglès: An Andalusian Dog). La pel·lícula surrealista salta a la fantasia i juxtaposa imatges, atorgant als cineastes la capacitat de crear declaracions sobre l'Església, l'art i la societat que es deixen obertes a la interpretació. L'Âge d'Or (1930) de Buñuel i Dalí (anglès: The Golden Age) també utilitza conceptes no lineals. Els cineastes russos revolucionaris Sergei Eisenstein, Vsevolod Pudovkin i Alexander Dovzhenko també van experimentar amb les possibilitats de la no linealitat. La vaga d'Eisenstein (1925) i la Terra de Dovzhenko (1930) insinuen una experiència no lineal. El director anglès Humphrey Jennings va utilitzar un enfocament no lineal al seu documental de la Segona Guerra Mundial Listen to Britain (1942).

### Post-Segona Guerra Mundial
Les obres de Jean-Luc Godard des de 1959 també van ser importants en l'evolució del cinema no lineal. Godard va dir: "Estic d'acord que una pel·lícula hauria de tenir un principi, un mig i un final, però no necessàriament en aquest ordre". Godard's Week End (francès: Le weekend) (1968), així com Chelsea Girls (1966) d'Andy Warhol, desafien l'estructura lineal a canvi d'una cronologia d'esdeveniments aparentment aleatòria. Alain Resnais va experimentar amb la narrativa i el temps a les seves pel·lícules Hiroshima mon amour (1959), L'Année dernière à Marienbad (1961) i Muriel (1963). Federico Fellini va definir el seu propi cinema no lineal amb les pel·lícules La Strada (1954), La Dolce Vita (1960), 8½ (1963), Fellini Satyricon (1969) i Roma (1972), com ho va fer el cineasta soviètic Andrei Tarkovsky amb les seves pel·lícules modernistes.Solaris (1972), El mirall (1975) i Nostàlgia (1983). Les pel·lícules de Nicolas Roeg, com Performance (1970), Walkabout (1971), Don't Look Now (1973), The Man Who Fell to Earth (1976) i Bad Timing (1980) es caracteritzen per un enfocament no lineal. Altres cineastes no lineals principals inclouen Michelangelo Antonioni, Peter Greenaway, Chris Marker, Theo Angelopoulos, Agnès Varda, Raúl Ruiz, Carlos Saura, Alain Robbe-Grillet.
Als Estats Units, Robert Altman va portar el motiu no lineal a les seves pel·lícules, com McCabe & Mrs. Miller (1971), Nashville (1975), The Player (1992), Short Cuts (1993) i Gosford Park (2001). Woody Allen va abraçar la naturalesa experimental de la narrativa no lineal a Annie Hall (1977), Interiors (1978) i Stardust Memories (1980).

### Dècades de 1990 i 2000
A la dècada de 1990, Quentin Tarantino va influir en un augment enorme de la popularitat de les pel·lícules no lineals, sobretot Pulp Fiction (1994). També va utilitzar la narrativa no lineal a Reservoir Dogs (1992), Kill Bill (2003 i 2004) i The Hateful Eight (2015). Els crítics s'han referit al canvi de la línia de temps com a efecte Tarantino. Altres pel·lícules no lineals importants inclouen Exotica (1994) d'Atom Egoyan, The Thin Red Line (1998) de Terrence Malick i Thirteen Conversations About One Thing (2001) de Karen i Jill Sprecher. David Lynch va experimentar amb la narrativa no lineal i el surrealisme a Lost Highway (1997), Mulholland Drive (2001) i Inland Empire (2006).
En els anys anteriors al segle XXI i a principis del segle XXI, alguns cineastes han tornat a l'ús de la narrativa no lineal repetidament, com Steven Soderbergh a Schizopolis (1996), Out of Sight (1998), The Limey (1999), Full Frontal (2002), Solaris (2002) i Che (2008); i Christopher Nolan a Following (1998), Memento (2000), Batman Begins (2005), The Prestige (2006), Inception (2010), The Dark Knight Rises (2012) i Dunkirk (2017). Memento, amb la seva fragmentació i cronologia inversa, ha estat descrita com a característica d'avançar cap al postmodernisme en el cinema contemporani. Un altre exemple seria l'aclamat The Tree of Life (2011) de Terrence Malick. L'element de la cronologia inversa es va explorar més a fons a la pel·lícula Irréversible de Gaspar Noé de 2002. La pel·lícula de Noé del 2009, Enter the Void, també va utilitzar una estructura narrativa poc comuna, ja que un home recorda la seva vida a través de flashbacks en el moment de la seva mort, induïts per l'ús de drogues psicodèliques. Richard Linklater va utilitzar la narrativa no lineal a Waking Life (2001), A Scanner Darkly (2006); Gus Van Sant a Elephant (2003), Last Days (2005) i Paranoid Park (2007). La pel·lícula Babel d'Alejandro González Iñárritu és un exemple d'estructura narrativa fragmentada. L'autor de Hong Kong Wong Kar-wai va explorar històries no lineals a les pel·lícules Days of Being Wild (1991), Ashes of Time (1994), Chungking Express (1994), In the Mood for Love (2000) i 2046 (2004). Fernando Meirelles a Ciutat de Déu i El jardiner constant.Algunes de les pel·lícules d'Alejandro González Iñárritu presenten narracions no lineals, com ara les escrites per Guillermo Arriaga, que també utilitza narracions no lineals en els seus altres guions. Charlie Kaufman també és conegut per la seva afició a la narració no lineal aplicada a Adaptation and Eternal Sunshine of the Spotless Mind. La sèrie de terror japonesa de Takashi Shimizu, Ju-on, portada a Amèrica com The Grudge, també és no lineal en la seva narració (l'única excepció és The Grudge 3). El director Martin Koolhoven ha fet més pel·lícules amb una narrativa no lineal, però la més notòria és probablement el seu polèmic western Brimstone, que es va estrenar al Festival de Venècia del 2016. El director Vetrimaaran va fer la pel·lícula de thriller en llengua tàmil Vada Chennai (2018) que té una estructura narrativa no lineal. Una altra pel·lícula en llengua tàmil, Iravin Nizhal (2022), té una estructura no lineal d'un sol pla. Friend of the World (2020) es divideix en capítols, que té una trama no lineal.

## Televisió

### Estats Units
A la televisió americana, hi ha diversos exemples de sèries que fan ús de la narrativa no lineal de diferents formes i amb diferents finalitats. Alguns exemples notables són Lost, Undone, Breaking Bad, The Walking Dead, Once Upon a Time, The Witcher, Arrow, Orange Is the New Black i True Detective.Tot i que sovint es troba al drama, alguns programes de comèdia també utilitzen narrativa no lineal, com ara Arrested Development i How I Met Your Mother.Aquest tipus de narrativa s'utilitza de diverses maneres. Algunes sèries només tenen determinats episodis no lineals, com Penny Dreadful i The Leftovers.Altres utilitzen històries no lineals al llarg de tota la sèrie, com ara Lost i Arrow.Altres sèries utilitzen narrativa no lineal al començament d'una temporada i després exploren el passat fins que es troben, com Damages i Bloodline.

### Japó
Les sèries d'anime japoneses de vegades presenten la seva trama en ordre no lineal. A The Melancholy of Haruhi Suzumiya, per exemple, els episodis es van emetre deliberadament en ordre no cronològic. Un exemple més no lineal és Baccano! , on totes les escenes es mostren en ordre no cronològic, amb la majoria d'escenes que tenen lloc en diferents moments durant els primers anys trenta i algunes escenes tenen lloc abans (que s'estenen fins al segle xviii) i després (que s'estenen fins al segle XXI). Altres exemples inclouen Durarara!! , Sèrie Monogatari, Yami to Bōshi to Hon no Tabibito, Touka Gettan, Rental Magica, Ergo Proxy, Fullmetal Alchemist, Axis Powers Hetalia, Hidamari Sketch, Mekakucity Actors, Princess Principal, The Garden of Sinners i (en part) Boogiepop Phantom.

## Videojocs
Alguns videojocs imiten la no linealitat de la pel·lícula presentant una única trama d'una manera cronològicament distorsionada en lloc de deixar que el jugador determini el flux de la història. El joc de trets en primera persona Tribes: Vengeance n'és un exemple; un altre és Sega's Sonic Adventure.
Una estructura de trama no lineal es pot combinar o no amb ramificacions:
Tots els Quantum Games es van desenvolupar estructures no lineals a l'estil del cinema d'hiperenllaços.
Alguns jocs expliquen la seva història no lineal sense que el jugador pugui canviar cap (o molt poc) de l'estructura de la trama. Per exemple, Uncharted 2 comença a medias res, amb el personatge principal després d'un accident que el jugador només arriba unes quantes hores de joc més tard.
El joc indie Fragments of Him també comença en mitjans de comunicació, però, a més de l'inici no lineal, més tard salta entre els personatges per construir la història i les relacions entre els personatges d'una manera no lineal, i una branca subtil significa que els jugadors poden veure les històries d'una manera diferent. ordena si entren a una habitació diferent al principi.
Els desenvolupadors independents Dennaton Games utilitzen passatges no lineals del temps al seu joc Hotline Miami 2 de la mateixa manera que s'escriu Pulp Fiction.Per exemple, alguns segments del joc tenen lloc abans dels esdeveniments de la Preqüela. S'utilitza per tenir efectes dramàtics en la majoria dels casos, alguns personatges ja han tingut morts a la pantalla, però el jugador no se n'adonarà fins a un capítol posterior del personatge caminant a cegues cap a la seva mort ja mostrada.
Els desenvolupadors de jocs sovint recorren a la idea de l'amnèsia dels personatges com a recurs narratiu. Aquesta estratègia serveix per iniciar el joc amb un punt de partida desconegut tant per al personatge com per al jugador, permetent així insinuar una història prèvia als esdeveniments del joc. A més, quan es crea una narrativa no lineal, la complexitat del joc augmenta significativament. Els jocs no lineals ofereixen un major valor de rejugabilitat, ja que permeten al jugador recollir diferents fragments d'una història que pot resultar desconcertant. Un exemple notable d'amnèsia de personatges es troba en el videojoc Façade de 2005. En Façade, el jugador es veu immers en una situació que dura entre 10 i 15 minuts en temps real, però els esdeveniments recordats semblen estar arrelats en anys d'història dramàtica.

## Narracions HTML
En la societat contemporània, les pàgines web, o més específicament els hipertextos, s'han convertit en formes narratives adaptades a les necessitats modernes . Els hipertextos tenen un gran potencial per crear narratives no lineals, ja que permeten als usuaris navegar dins de la història a través d'enllaços, imatges, àudio i vídeo. Aquestes formes narratives inclouen múltiples subtemes i ofereixen a l'audiència la llibertat de fer la seva pròxima elecció sense estar condicionada per les experiències anteriors. 